# TAKURO
TAKURO（タクロウ、1971年〈昭和46年〉5月26日 - ）は、北海道函館市出身のギタリスト、音楽プロデューサー。ロックバンド・GLAYのリーダーで、バンドの自主レーベルであるloversoul music & associates代表取締役も務めている。2児の父。アメリカ合衆国ロサンゼルス在住。
本名は久保 琢郎（くぼ たくろう）。北海道函館稜北高等学校卒業。身長182cm。血液型はO型。妻はモデルの岩堀せり。

## 経歴
母親は、シャンソン歌手で、幼い頃から音楽に興味を持つ。3歳の頃に、交通事故で父親を亡くしている（自叙伝では「不可抗力ではなかったらしい」と自殺を示唆）。貧しい家庭で育っており、後に、シングル「Yes, Summerdays」の印税で母親の借金を完済した時は、「自分の力で金の苦労を解決できたのが嬉しかった」と語っている。中学時代、サッカー部でバックスとして活躍していたが、ジョン・レノンに多大な影響を受け、2年のサッカー大会の直前にビートルズ特集の組まれたラジオ番組を聴くため、自主退部した。このため、中学卒業までかつてのチームメイトから冷たい視線を浴びる事となった。
- 1988年7月 - 小学校・中学校と同級生であったTERU、同じ函館稜北高校に通うHISASHIとGLAYを結成。
- 1990年3月 - 高校卒業後、上京。
- 1991年 - 彼らと同じく函館出身であったJIROと出会う。
- 1994年5月25日 - X JAPANのメンバーであるYOSHIKIに目を留められ、プラチナム・レコードから「RAIN」でデビュー。
- 1997年8月6日 - 女性アーティストMijuをプロデュースし、シングル「SUMMER SHAKES」をリリース。
- 1998年2月18日 - 女性アーティストRomiをプロデュースし、シングル「見つめていたい」をリリース。
- 1998年4月8日 - 中山美穂のシングル「LOVE CLOVER」及びカップリングの「empty pocket」を提供。
- 2001年4月 - 坂本龍一を中心とする地雷排除活動「地雷ZERO」に協力し、チャリティーソング「ZERO LANDMINE」にギタリストとして参加。
- 2002年4月 - 松本孝弘（B'z）のソロアルバム『華』収録の「ENGAGED」を松本と共作。
- 2002年9月 - インディーズ時代に知り合ったことがきっかけで親友のTOKI（現C4,Kill=slayd）のプロジェクト「STEALTH」の「灼熱」を作曲。
- 2003年3月20日 - イラク戦争開戦の報に接し、メッセージサイト「TAKURO-NO-WAR.jp」を個人で立ち上げ、攻撃の大義を世界に問う[5]。
- 2004年 - 映画『CASSHERN』（監督:紀里谷和明）に、HISASHIとエキストラで虐殺される民間人役として出演。同映画のサウンドトラックにもGLAYとして参加している。
- 2004年5月26日 - 女性ファッション雑誌「ViVi」の専属モデルであった岩堀せりと結婚。
- 2005年11月23日 - 渡辺美里に楽曲「Kiss from a rose」を提供。
- 2006年11月29日 - 中島美嘉主演の映画『NANA』の主題歌「一色」の作曲とカップリングの「EYES FOR THE MOON」の作詞曲を担当。歌うのは中島美嘉。作詞は矢沢あい。また「一色」が収録されたアルバム『THE END』では、「一色」の別バージョンでベースを弾いている。
- 2007年12月 - JACK IN THE BOX 2007にてTERU、L'Arc〜en〜Cielのhydeと共演（演奏した曲：「誘惑」「HONEY」）
- 2009年5月　C4のTOKIと共に起こしたプロジェクト「STEALTH」のギタリストとして渋谷AXにて1st LIVEを敢行
- 2009年7月　デザイナーの片山勇のドキュメンタリー映画「イサム・カタヤマ=アルチザナル・ライフ」が公開。テーマミュージックとして書き下ろした「LET ME BE」をGLAYとして提供し、映画全編のサウンドトラックをHISASHIとタッグを組み「AUDIO 2 AUDIO」名義で担当した（AUDIO 2 AUDIOの音源はCD化されていない）。
- 2010年 - C4のTOKIとのプロジェクト「STEALTH」にギターと作曲で参加。10月にシングル「激情/sickbed」、12月にアルバム『アルストロメリア』を発表。
- 2011年　映画「EXILE PRIDE」のサウンドトラックをAUDIO 2 AUDIOとして担当。
- 2013年1月 - C4のTOKIとのプロジェクト「STEALTH」のワンマン公演を渋谷O-EASTにて行い、GLAYからHISASHIと共にギターで参加。
- 2013年10月27日 - VAMPS主催のライブイベント「HALLOWEEN PARTY 2013」に、TERUと共に出演[6]。
- 2013年11月13日 - 台湾のロックバンドMayday(五月天)のベストアルバム「Mayday×五月天 the Best of 1999‐2013」のリード曲「Dancin' Dancin' feat. TERU (GLAY)」に、TERUと共に参加[7]。
- 2016年12月14日 - 1stソロ・アルバム「Journey without a map」を発表。
- 2018年、長男長女の教育を念頭に考え一家でアメリカのロサンゼルスに移住。以後仕事などで日本とアメリカを往復。
- 2021年2月26日、A.B.C-Zのニューシングル「Nothin' but funky」の作曲を担当（作詞はJane Doe）。ジャニーズへの楽曲提供は自身のキャリア初[8]。
- 2022年3月22日、ウクライナ人道危機救援のため、日本赤十字社に1000万円を寄付した[9]。
- 2023年2月21日、トルコ・シリア地震の救援金として、日本赤十字社に1000万円を寄付した[10]。
- 2023年3月10日、ウクライナ人道支援のため日本⾚⼗字社に⾏なった活動に関して紺綬褒章を受章した[11][12]。
- 2024年3月21日、トルコ・シリア地震救援のため、日本赤十字社に行った活動に関して紺綬褒章を受章した[13]。
- 2024年4月5日、台湾東部沖地震救援金として、日本赤十字社に1000万円を寄付した[14]。
- 2024年4月17日 全曲の作曲を担当したSTEALTH「Alstromeria-PROCEED-」発売。参加メンバーはTOKI、TAKURO、HISASHI、K-A-Z、Junji、永井利光、Tomoi、佐久間正英という前作のメンバーに加え、新メンバーとして大村孝佳、TOKIE、DJ Mass MAD Izm*、REO。
- 2024年5月12日、EXILE THE SECONDの新曲「high-five〜歓喜の音〜」の作曲を担当した[15]。

## 人物

### 音楽面
人生で腰を抜かすほど驚いたのは、BOØWYの「B・BLUE」を聴いた時と、GLAYのボーカルを探していた時に、当時ドラム担当だったTERUが、何気なく曲に入れた声を聴いた時の2回だけだという。その他、影響を受けたミュージシャンに尾崎豊やブライアン・アダムスなどを挙げている。近年では、オアシスのファンであることを公言しており、「圧倒的なギターサウンドが、自分にとってすごい心地いい」と語っている。ラジオ番組で、ノエル・ギャラガーと対談を果たした。
GLAYのほとんどの楽曲の作詞・作曲をしている。また、ライブなどでは他のメンバーに比べて、コーラスを担当する事も多い。自身が手がけた「HOWEVER」と「BE WITH YOU」「誘惑」「SOUL LOVE」「Winter,again」「とまどい／SPECIAL THANKS」の6曲がミリオンセラーを記録している。GLAY内での名義はTAKUROだが、宇多田ヒカルのシングル「For You／タイム・リミット」収録の「タイム・リミット」では、本名のKubo Takuro名義を、HISASHIとの共作の場合はKombinat-12名義を用いている。ただ、本人は「自分はプロデューサーは向いていない」と語っている。
作詞について、GLAYの他のメンバーからは「私生活丸出し」と言われている。曲作りは、英和辞典と烏龍茶を必ず用意してから行う。これは、ライブのMCでも公言しており、ファンの間では有名なエピソードとなっている。なお、2022年時点では「パソコンと烏龍茶を用意し、自宅の仕事部屋で家族が寝てから書くことが多い」と語っている。

### 他メンバーとの関係
JIROと同じ幼稚園に通っており、小学校もTAKUROが転校するまでは一緒だった。転校先の小学校にはTERUが在籍しており、自宅が近くだったのでよく一緒に遊んでいたという。高校卒業後はTERUとともに、東京の会社へ就職したが、3ヶ月ほどで退社した（TERUは少し遅れて退社している）。その後は警備会社などに勤務していた。
TERU曰く、「これほどGLAYを好きな人は他にいない」とのこと。GLAYのオフィシャルショップ「G-DIRECT」の企画を立てた際、他のGLAYのメンバーに「G-DIRECT」についての自らの考えをメールで送ったが、TERUとHISASHIはメールを読まずにTAKUROの考えを支持する旨を返信した。HISASHI曰く、「そこまでTAKUROが考えたことならきっといいことなんだろうと思った」とのこと。

### その他
- Twitterに関しては、「他者と接している時に、目の前の相手をないがしろにしてTwitterをやること」に苦言を呈したり、「自分でTwitterをやる時間があるなら、その時間を他の『やるべきこと』のために費やす」といった旨の発言をしている。
- インディーズ時代からデビュー当初までの愛車は白の日産・スカイライン。
- あらびきウィンナーが好物であった。高校時代は友達の家では、マヨネーズをかけたあらびきウィンナーと白いご飯とコーヒー牛乳と、この3つを好んでいたという。
- 1994年の「灰とダイヤモンド」ツアー中、食中毒で入院したことがある。メンバーではTAKUROのみが入院したため、一時ツアー中止となった。
- 右腕に赤で「yes」と書かれたタトゥーを入れている。但し、腕の内側に小さく入れている為ほとんど目立たなく、ギターを弾いているときは完全に隠れてしまう。
- ブレイクしてから忙しさのあまりに売れている実感はなかったが、テレビで共演した渡辺徹に「CD買ったよ」と言われ、「売れてるんだ」と実感したという。
- 1994年 - 1999年に『週刊少年マガジン』で連載された『Harlem Beat』の中に登場したキャラクター「甲斐万丈」のデザインモデルにもなっている。

### 交友関係
- B'zの松本孝弘とは、アメリカのギブソン社のギター工場へ一緒に見学に行ったり、大晦日には松本の自宅へ駆けつけたりするほどの仲である。また、GLAYのファンクラブ会報誌には、松本の話題が掲載されることもある。 1999年5月7日に放送されたNHK-BS2「松本孝弘ソロ・プロジェクト〜B'zへの挑戦〜」では対談を行った。 松本のソロ・アルバム『華』の収録曲「ENGAGED」は、2人での共作である。2025年6月21日・22日、28日・29日に開催された「B'z presents UNITE #02」には、LOUDNESSの高崎晃とともにサポートギタリストとして出演。
- C4のTOKIを親友として挙げている。
- YUKIはGLAYのJIROと同郷で高校時代からの知り合い。TAKUROら他のGLAYのメンバーとも高校時代から交流がある。YUKIは「アブノーマル」という女子だけのバンドを組んでGLAYの主催するライブに参加し、「かまって」と「モノクロームの思い出」という曲を作った。TAKUROの右腕に彫られた「yes」というタトゥーがきっかけとなって制作された楽曲『yes』がある。
- 氣志團の綾小路翔とは､ 後輩ミュージシャンの中でもとても親密な仲だといい､ トルコのカッパドキアに現地集合で旅行したり、男闘呼組のライブを一緒に観に行ったり､ TAKUROの別荘へ綾小路を招待するなどかなり深い関わりがある。また､ 綾小路本人の誕生日にはGLAYメンバー4人全員でビデオメッセージを送ることもあった。
- SUGIZOやthe pillowsの山中さわおとは、一緒に呑んだりライブを観に行ったりする。
- 歌手の宇多田ヒカル、森山直太朗、松山千春、氷室京介､ HYDEや東京スカパラダイスオーケストラの谷中敦、EXILE HIRO､ flumpool、シド､ Travis Japanとも交流がある。他には、漫画家の小林よしのり、お笑いコンビのナイツの塙宣之、安田大サーカスのクロちゃん、堺正章、原口あきまさや女優の中山美穂、俳優の伊藤英明、及川光博、平岡祐太、上川隆也、唐沢寿明、大泉洋､ 福士蒼汰と交流がある。
- スポーツ界では、プロ野球選手の青木宣親と親交があり、青木はメジャーリーグから日本への復帰についてTAKUROに相談したと語っている。青木が東京ヤクルトスワローズに復帰した際、本人からの依頼を受けて登場曲を作曲した。

## 使用ギター

### Gibson

#### Les Paul Custom

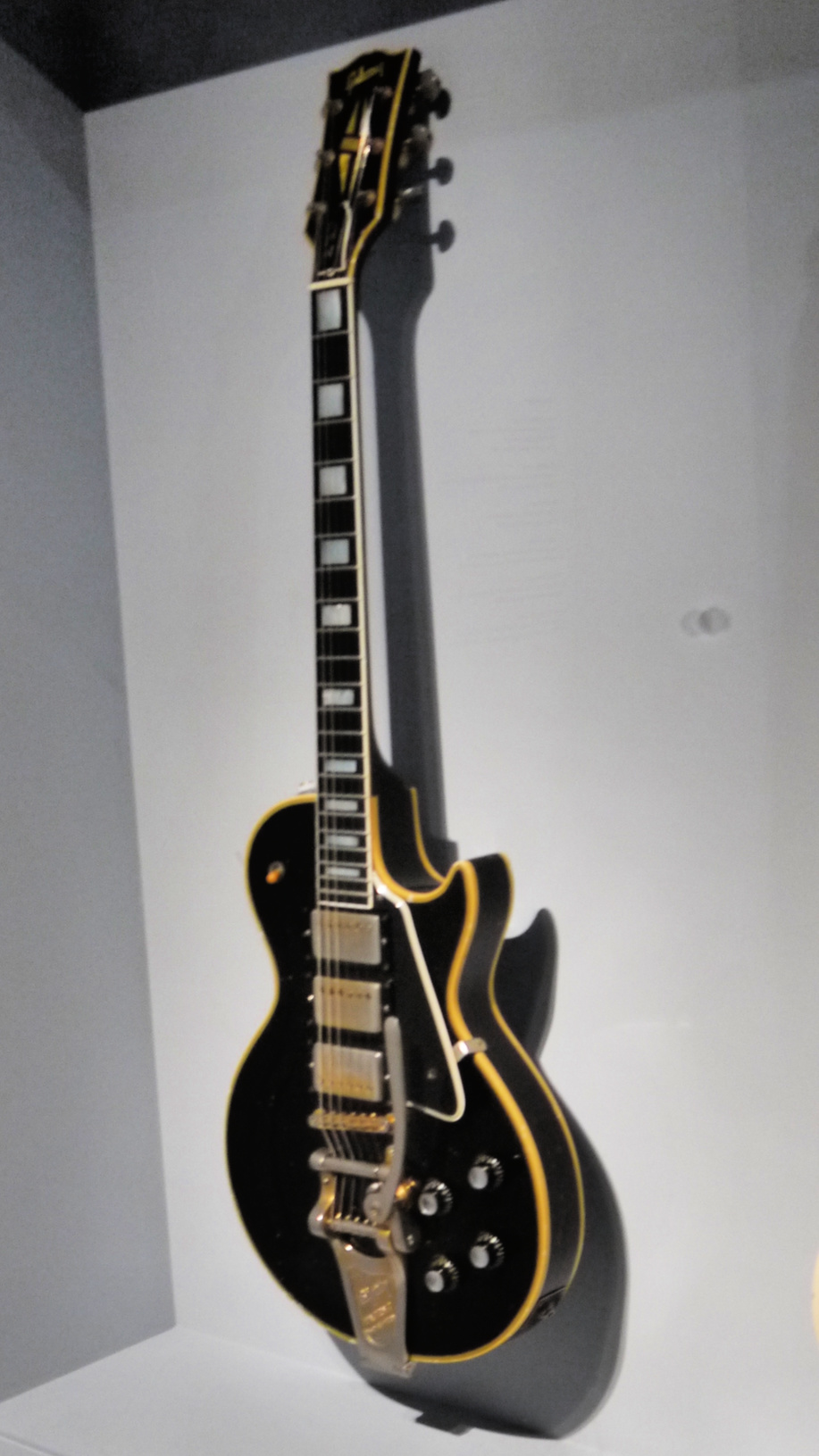
ジミー・ペイジのレスポール・カスタム"ブラック・ビューティー" 1960年製 (SN 06130)

- 1968年製 (SN 526646)

1996年以降、TAKUROのメインギターの1つ。色は黒で、ピックガードやビブラート・ユニットは装着していないシンプルな外観。ボディはメイプル・トップ／マホガニー・バック、ネックはマホガニー、指板はエボニー。ピックアップはナンバードPAFを搭載している。1996年頃に入手し、アルバム『BEAT out!』の頃から長くメインギターとして使用されている。「HIGHCOMMUNICATIONS TOUR 2003」の時にペグがクルーソン・シールファーストからシャラー製のものに交換された。
長年 使用しているため、何度かリフレットされている。
'96年に当時の事務所社長・井ノ口の薦めにより、G'7ギターズで試奏した際に最もしっくり来たギターだったため購入したという。
- 1975年製（SNが消えかけているため、正確な年式ではなく推定）

2000年のHEAVY GAUGEツアー以降、レスポール・カスタムでは最も多用されている。上記の'68年製のネックが一度折れたしまったため、サブとして購入したものだという。
ボディはこちらも黒で、当初は白のピックガードが装着されていて、ピックアップカバーは外されていた。2016年にピックガードが黒に交換され、ピックアップカバーが取り付けられ、新たにビグスビー・ビブラート・ユニットが装着されている。2013年からはボリューム・ツマミがゴールドになったが、2016年に黒に戻された。
- 1959年製（SN 9-1776）

ピックアップにPAFを3つ備えており、ビグスビー・ビブラート・ユニットが搭載されている。
"ブラック・ビューティー"と称されるエボニー・カラーのボディ。TAKUROは「ジミー・ペイジに憧れてようやく見つけたものの、ピックアップ3つは弾きにくい。でもとにかくカッコいい」とコメントしている。
こちらとは別機で、2008年製のジミー・ペイジの同型を再現したリイシューのシグネイチャーモデルも所有している。

#### Les Paul Standard
- 1959年製

2025年現在、'59年製スタンダードは5本所有している。スタンダードのヴィンテージの中でも59年製はとりわけ人気が高く、出荷数は643本のみと言われている。推定価格は約5000万円。

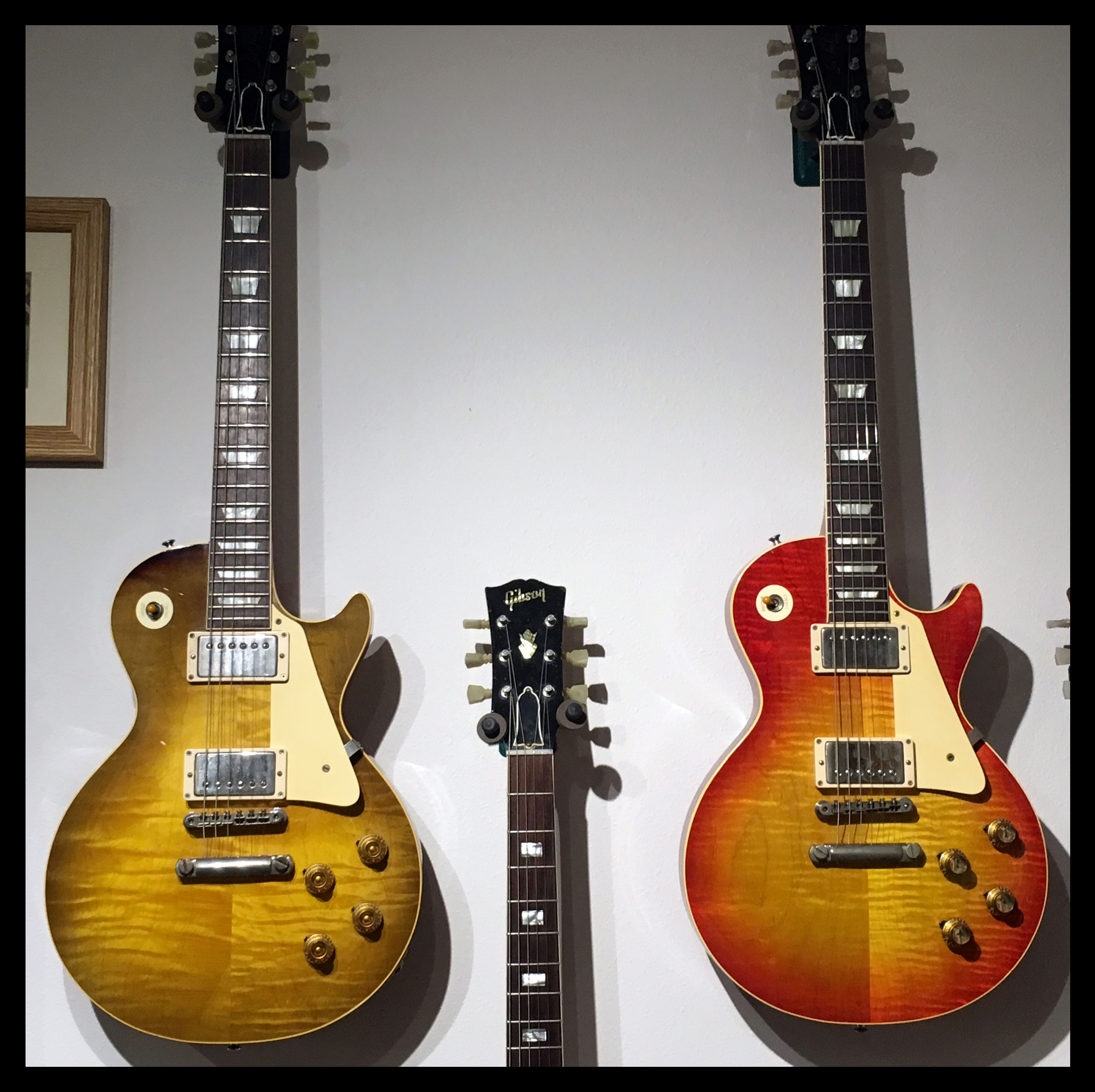
1959年製(左)と1960年製(右)のスタンダードの比較写真【ウィスコンシン州のDave's Guitar Shopの展示物】

- SN 9-1998

2015年に入手し、同年5月の東京ドーム公演から使用開始。元々はチェリー・サンバーストのカラーだったが、赤味が抜け、レモンドロップのカラーとなっている。過去にメタリカのカーク・ハメットが所有していたこともあるという。
TAKUROがヴィンテージギターを多用し始めるきっかけとなったギターであり、後の機材に大きく影響を与えた。B'zの松本孝弘に「そろそろ本物のヴィンテージギターに向き合ってみたらどうか」と薦められたことがきっかけだったという。
ピックアップはPAF×2。ビグスビー・ビブラート・ユニットが搭載されているが、後付けではなく出荷時から備え付けられていた極めてレアな機体。「自分の佇まいとして、ビグスビー付きのギターはすごく落ち着く」とTAKUROは語っていて、2015年以降、他のレスポールにもビグスビーを装着するようになった。
「5本の59年製の中でもオールマイティで良い子。すべてのポジションがきれいに鳴る。ステージに1本だけしか持ち込めないときなんかは、これを真っ先に選びますよ。先人たちが大事に弾き、守り続けてきたから今ここに奇跡のように存在している。僕もそうやって大事に引き継ぎたい」とTAKUROは語っている。
一度 若いスタッフが不注意で倒してしまったことがあり、損傷はしなかったものの周囲のスタッフ全員が凍りついたという。
- SN 9-1873 "Liz"

「ナンシーギター」の代表・岸田邦雄より紹介されたフレイム・メイプルのバースト・モデル。ビグスビーは装着されていない。「エリザベス・テイラーのような美しさ」にちなんで岸田が「リズ(エリザベスの愛称)」と命名したという。
メロディアスなギタートーンが特徴で、ソロアルバム『Journey without a map Ⅱ』のレコーディングで活躍し、同アルバムの曲「やすらぎのチセ」のMVでもこのギターを使用している。
- 1955年製（SN 5-5669）

スタッドブリッジのオール・ゴールド・フィニッシュ。ピックアップはP-90を2つ搭載している。TAKUROは「グランマ」と呼んでいる。「マイルドで優しいお婆ちゃんの語り口のようなギター」「生涯の伴侶」だと語っている。
- 1957年製（SN 7-7489）

ゴールドトップ。TAKURO曰く「マルチプレーヤー」「出来のいい次男坊」。
- 1958年製（SN 8-5403）

サンバースト。岸田邦雄がアメリカで入手したという。TAKURO曰く「ネックの太さも含めて俺にぴったりのギター」「59年製に比べて少しアコースティックな響きがあり、低音弦のマイルドさが魅力」。「GLAY LIVE TOUR 2019-SURVIVAL-令和最初のGLAYとHEAVY GAUGE」で披露された。
- 2015年製（True Historic 59 Japan Limited Heritage Cherry Sunburst）

'59年型サンバーストを再現した2015年リイシューモデル。上記のヴィンテージのサブとして所有しており、雨の屋外ステージなどで使用するためのもの。2016年に山本彩に楽曲提供した縁で贈られた。
- 2018年製（Historic Collection 58 Les Paul Standard）

'58年型サンバーストを再現した2018年リイシューモデル。上記の2015年製のリイシューを手放したため、新たに入手した。2018年の「GLORIOUS MILLION DOLLAR NIGHT Vol.3」や2019年8月のメットライフドーム公演で使用。

#### Les Paul Deluxe

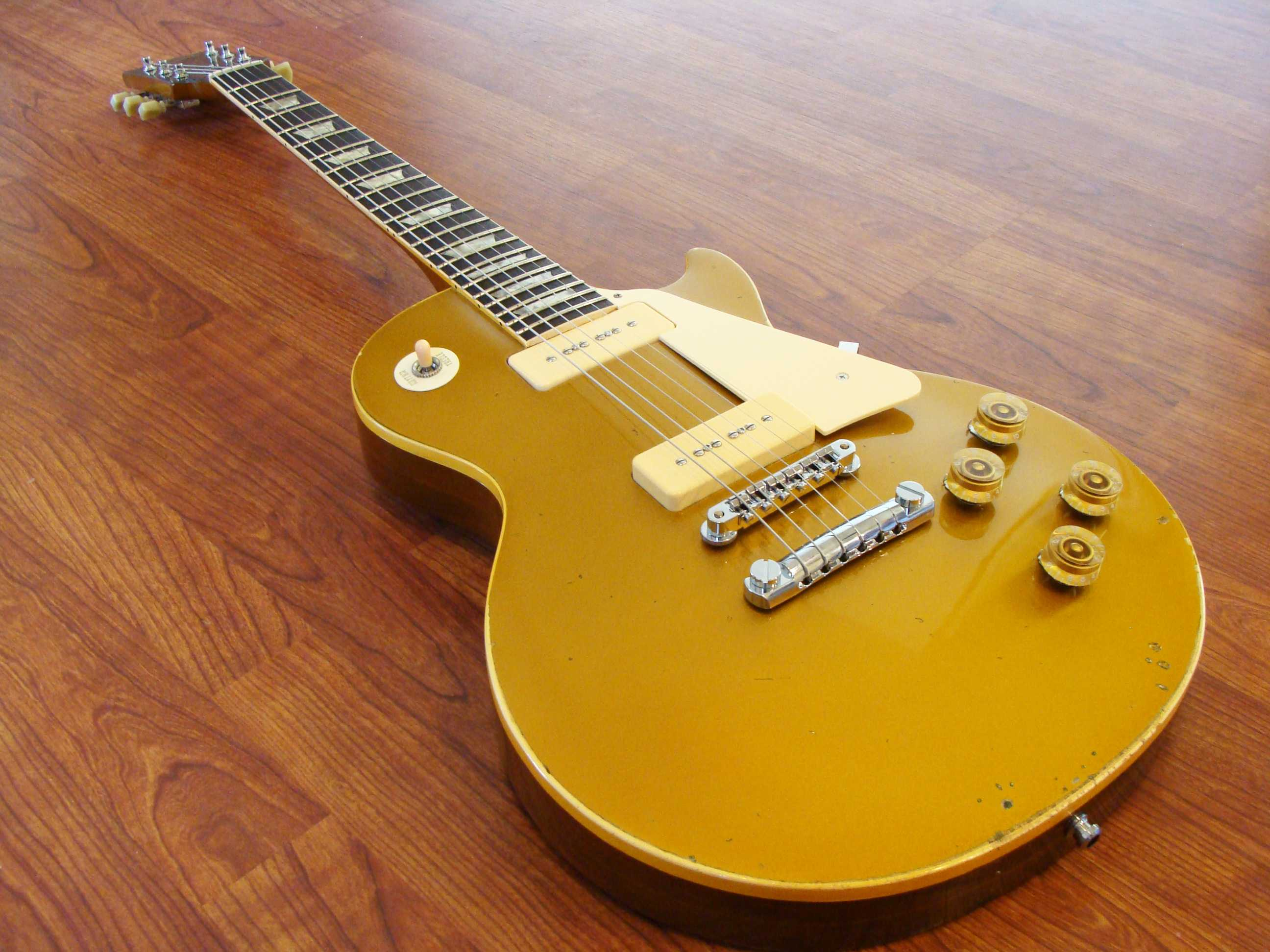
レスポール・デラックス1973年製ゴールドトップ (SN 620310)

- 1974年製 (SN 358302)

ゴールドトップ。2005年に佐久間正英より譲り受けたギター。入手時はミニハムバッカーのピックアップx2を搭載していて、「GLAY LIVE TOUR 2010-2011 ROCK AROUND THE WORLD」ツアーから2013年頃までメインギターとして使用された。佐久間正英が2014年に他界したため、"形見分け"となった。
「デラックスは攻略する面白さがあるし、レスポールの味を教わった」とTAKUROは語っており、ヴィンテージギターの使用やブルージーなソロを弾き始める動機となったギター。後にピックアップはP90x2に変更され、ビグスビー・ビブラート・ユニットが装着された。ピックガードはない。
- 1970年代製 (SN 622980)

同じくゴールドトップ。1970年代初期製。上記のレスポール・デラックスのサブとして入手。「GLAY ARENA TOUR 2014-2015 Miracle Music Hunt」ツアーで披露された。ピックアップはミニハムバッカーを2つ搭載したままで変更されていないが、ビグスビーが後付けされた。

#### その他のGibson
- Gibson Les Paul Studio

フィニッシュはシルバーバースト。「GLAY ARENA TOUR 2009 THE GREAT VACATION」にてメインギターとして使用された。2010年7月26日にサイン入りギターとしてHEARTS BRIDGEチャリティー・オークションに出品し、8月2日に200万円で落札された。
- Gibson Les Paul Classic

「GLAY EXPO 2014 TOHOKU 20th Anniversary」にてメインギターとして使用された。ワインレッドカラー。コイルタップ機能が付いている。
- Gibson ES-355TD-SV 年式不明

ソロツアーの「Journey without a map 2019」でメインで使用したセミアコースティック・ギター。GLAYのライブでも稀に使用している。
エボニーブラックのボディにビブラートユニットが装着され、最大の特徴として1-6の目盛りで瞬時に音が切り替えられるバリトーン・スイッチが搭載。SNが消えかけているため正確な製造年が不明だが、1963〜1968年頃と推定されている。TAKURO曰く「厳しいことを要求しても応えてくれるし、持ち替えることなくずっと引き続けていられる。ジンキー・アンプとの相性が抜群」。
- Gibson ES-355TD Mono 1966年製 (SN 892198)

チェリーレッドのボディ。バリトーン・スイッチやステレオ・アウトはない。2017年の「"SUMMERDELICS"ツアー」から使用。
キース・リチャーズに憧れてロサンゼルスで購入したという。
- Gibson ES-335TD 1958年製 (SN A28746)

サンバーストのボディ。上記のエボニーブラックより以前から所有していて、ソロでもGLAYでも随所で使用している。『あなたといきてゆく』のレコーディングではスライドギターを奏でた。
- Gibson Custom Shop John Lennon Les Paul Jr. 2007 (SN LENNON 023)

2007年に300本限定で発売されたジョン・レノン仕様のレスポール・ジュニア。2013年の「"JUSTICE & GUILTY"ツアー」や「GLORIOUS MILLION DOLLAR NIGHT Vol.1」でスライドギターを披露。
- Gibson Custom Shop 1959 Les Paul Standard Louis Vuitton Custom

2024年から使用。1959年製のスタンダードをベースにルイ・ヴィトンとコラボして制作されたモデルであり、「LV」の大きなロゴのインレイが入っている。搭載PUはCS TBUCKER UNPOTED、ダーク・ローズウッド指板。
- Gibson Explorer 1958年製 (SN 8-4546)

2017年頃より使用し始め、以降 多用しているコリーナ素材のエクスプローラー。同モデルは1959年に製造中止となったため、極めて貴重なヴィンテージギター。岸田邦雄より紹介された。
TAKURO曰く「デカくて攻撃的な顔つきだけど、とても繊細。それほど太い音は出ないけどシャープ」。
- Nancy Nancy-plorer EC Cut

「ナンシーギター」の代表・岸田邦雄より贈られたエクスプローラー型のギター。アメリカのビルダーが古い材料を使って製作された。上記のギブソン製のものと併用して使用している。

### Journeyman
GLAYのプロデューサー、佐久間正英のギターメーカーであるSGCraftsで、カスタムオーダーメイドされたギターが複数存在する。
- Journeyman TKR-01 Stratocaster

1995年頃から使用している。赤いボディカラーのストラトキャスタータイプ。佐久間がSGCraftsを開始する前に作成したもので、ヘッドのシェイプが現在の通常の仕様と異なっている。シリアルナンバー#009。ボディはアルダー製、ネックと指板はメイプル製、ピックアップはセイモア・ダンカン SSL-1 。
2000年以降では「LAYLA」や「疾走れ!ミライ」の演奏で使用しているのを確認できる。
- Journeyman TKR-02 Telecaster

テレキャスタータイプのTAKUROモデル。ボディーはメイプル材だが、トップにパーロイドが貼られており、シースルーレッドの塗装がしてある。指板はパーフェロー材。パーツはゴールドメッキのものが使われている。ピックアップはハムバッカーを2つ搭載している。
『グロリアス』や『BELOVED』のPV、『無限のdéjà vu DOCUMENT of "BEAT out!" TOURS』のDVDで使用しているのが確認できる。
- Journeyman TKR-03 Les Paul Double Cutaway

SGCrafts製のTAKUROモデル3号機。シェイプはレスポール・スペシャルをモチーフにしたモデルであるが、ボディはアルダー製、ネックと指板はメイプル製、ボルトオン構造、ブリッジにはシンクロナイズドトレモロが搭載されており、仕様はギブソンのそれとは大きく異なりストラトキャスターに近い。色はシルバー。ピックアップはセイモア・ダンカンのSCR-1Wと59を使用。
複数所有している模様でそのうちの一本にはシンセドライバーを搭載している。
「GLAY TOUR '96〜'97 BELOVED YOU」からGLAY EXPO 1999の頃までTAKUROのメインギターだった。2000年以降は使用されることが少ないが、「ROCK'N'ROLL SWINDLE」のPVでシンセドライバーの搭載されていないものを確認することが出来る。
現在では考えられないが、当時数種類のコピーモデルが作られて販売されていた。
- Journeyman TKR-04 Les Paul Double Cutaway

上記のTKR-03と同シェイプだが、ネックとボディは共にマホガニー材、指板がエボニー材で24フレット仕様。TKR-02と同様にボディトップにはパーロイドが貼られている。フロントのピックアップがラージサイズのハムバッカーである。
トラスロットカバーには、GLAY EXPO 2001のツアーグッズステッカーが貼られている。
「GLAY ARENA TOUR 2000 HEAVY GAUGE」から使用しており、JourneymanのTAKUROモデルの中ではもっとも登場頻度が高く、現在でも時々使用している。
近年では『GLAY 15th Anniversary Special Live 2009 THE GREAT VACATION in NISSAN STADIUM』 2daysのDVDなどで見ることが出来る。
- Journeyman TKR-05 Telecaster W.Neck

テレキャスシェイプのダブルネック仕様であり12弦と6弦を使い分ける。
「GLAY DOME TOUR 2001-2002 ONE LOVE」の「Fighting Spirit」や「GLAY Special Live 2013 in HAKODATE GLORIOUS MILLION DOLLAR NIGHT Vol.1」の「girlish MOON」で使用されているのが確認できる。
- Journeyman TKR-06 / TKR-07 Les Paul Double Cutaway

TKR-04のマイナーチェンジモデル。GLAY EXPO 2004で初めて使用された。
2本の共通点は、22フレット仕様、テレキャスタイプのブリッジ、ローズウッド材の指板である事。2本の相違点は、リアピックアップがハムバッカーかシングルか。
後述の理由のため、どちらがどちらのナンバーかはっきりしていない。
2004年以降は登場回数が少なくなったが、シングルピックアップのモデルは「GLAY in BUDOKAN 2006 ROCK'N'ROLL SWINDLE」「GLAY 15th Anniversary Special Live 2009 THE GREAT VACATION in NISSAN STADIUM」の『つづれ織り〜so far and yet so close〜』で使用しているのが確認できる。
- Journeyman TKR-08 Jazzmaster

ジャズマスタータイプ。Black cherryというラメフィニッシュのボディにブラウンカラーのパーロイドピックガードが特徴。ピックアップはLINDY FRALIN P-92、ボディ材はスワンプアッシュ。
佐久間正英所有のジャガーを気に入り、同じようなものを製作しようとしたが、"TAKUROにはジャガーのボディーは小さすぎる"との周りの意見から、同じような仕様でこのジャスマスターを製作したという逸話がある。
KYOSUKE HIMURO+GLAY 2006 at AJINOMOTO-STADIUM『SWING ADDICTION』での映像や「僕らの音楽 -OUR MUSIC-」で使用しているのが確認できる（いずれも氷室京介とのコラボレーションの際）。「GLAY HIGHCOMMUNICATIONS TOUR 2007-2008」以降全く使用していなかったが、2019年のメットライフ1日目で久しぶりに使用された。
- Journeyman TKR-09 Les Paul Double Cutaway

上記のTKR-04のマイナーチェンジモデル。カラーがBlack New Yorkというブラックフィニッシュ。ボディトップにはTKR-04と同様にパーロイドが貼られているが、ブリッジがチューン・O・マチックである点が上述のレスポールスペシャル系シェイプのTAKUROモデルと大きく異なる。22フレット仕様。
「KYOSUKE HIMURO+GLAY 2006 at AJINOMOTO-STADIUM『SWING ADDICTION』」から「GLAY TOUR 2006 ROCK'N'ROLL SWINDLE〜Re-birth〜」のホールツアーで時々使用していたが、それ以降は全く使用しなくなった。
- Journeyman STV-SRL-LB-M

青いボディカラーにローズウッド指板のストラトキャスタータイプ。
『Winter,again』のPVで使用しているのが確認できる。
これらのモデルは、雑誌などでその時々に違ったナンバリングがされていることが多い。

制作された順番によりナンバリングされていることになっているので、上記のナンバリングが正しいと思われるが、実際には本人や製作者を含め厳格に決めているわけではないようである。

### Epiphone
- Epiphone CASINO

TAKUROが尊敬するジョン・レノンも使用していたギターであり、TAKURO曰く「名機であり思い入れがあるギター」とのことで、複数所有している。
- SN 858404 / E-230TD 1966

'98年頃から登場。チェリーレッド・カラーで16フレット・ジョイントネック。60年代後半のモデルで、ピックガードが外されており、「ROCK AND ROLL HERO」というシールが貼られていた。後に白のピックガードが装着された。
『BE WITH YOU』のMVや、2002年の北京公演でも使用。入手初期は『Winter,again』で使用されることが多かった。
- SN 954499 / E-230TD 1970

サンバーストの19フレット・ジョイントネック。EXPO '99の『HOWEVER』『ここではない、どこかへ』などで使用されて以降はほとんどライブでは披露されていないが、『Way of Difference』『運命論』のMVで使用。
2000年12月7日（ジョン・レノンの命日の前日）に、ラジオの特番でダコタ・ハウスを訪ねた時に、オノ・ヨーコから描かれたサインが入っている。
- Epiphone RIVERA E-360TD

シルバースパークルのボディ。「NO MORE LANDMINE」のシールが貼られている。
ライブではCASINOに代わって『Winter,again』を演奏する際に使用されることが多い。『ひとひらの自由』MVでも使用。

### Fender

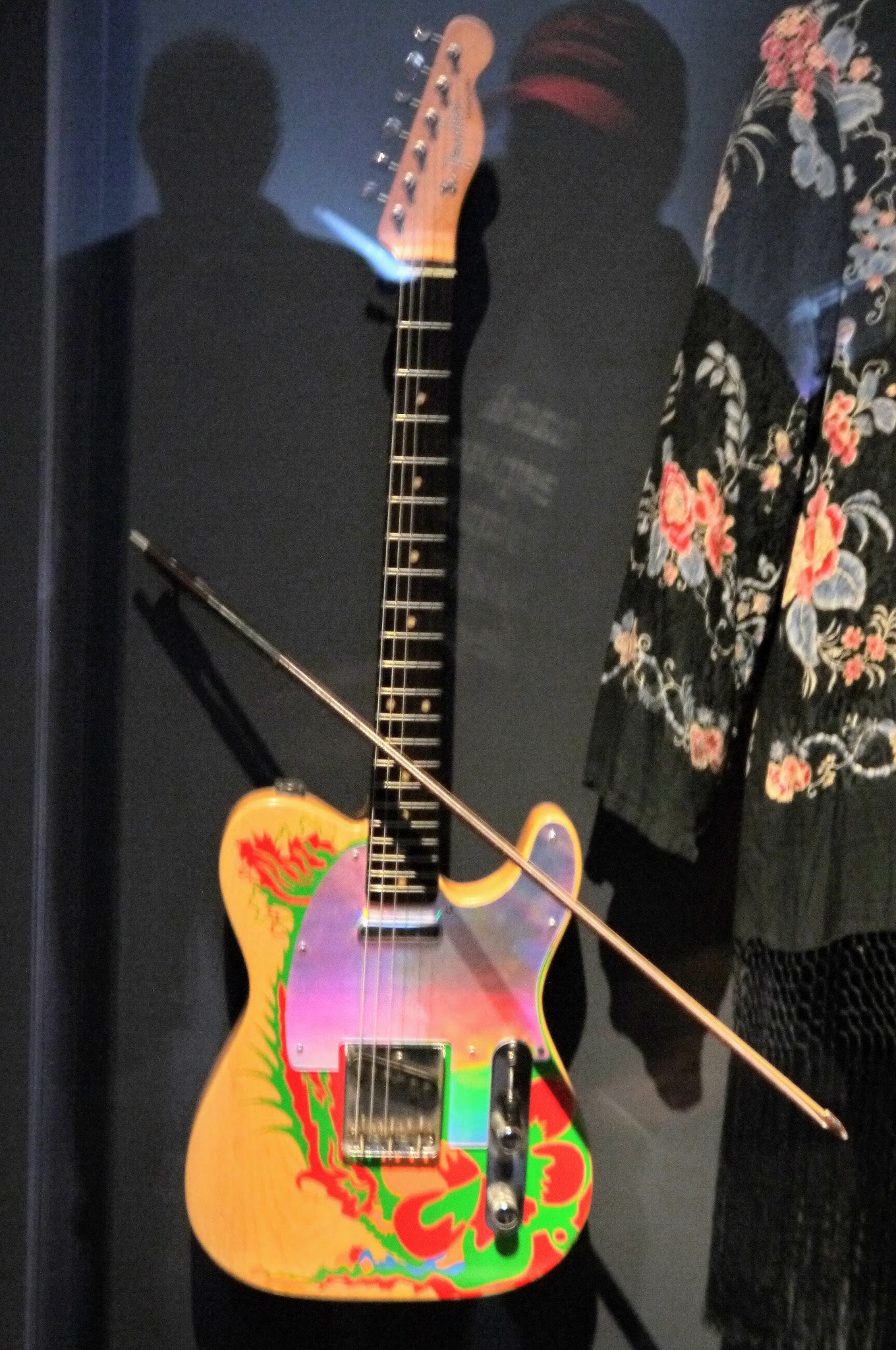
ジミー・ペイジのドラゴン・テレキャスター

- Stratocaster 1954年製 (SN 0872)

サンバーストのヴィンテージ。TAKURO曰く「音があまりにも素直」「54年製にしかない粘っこさは、まさに原始の音」。アッシュボディで太めのメイプルネック。近年のライブでは『HOWEVER』で使用されることが多い。

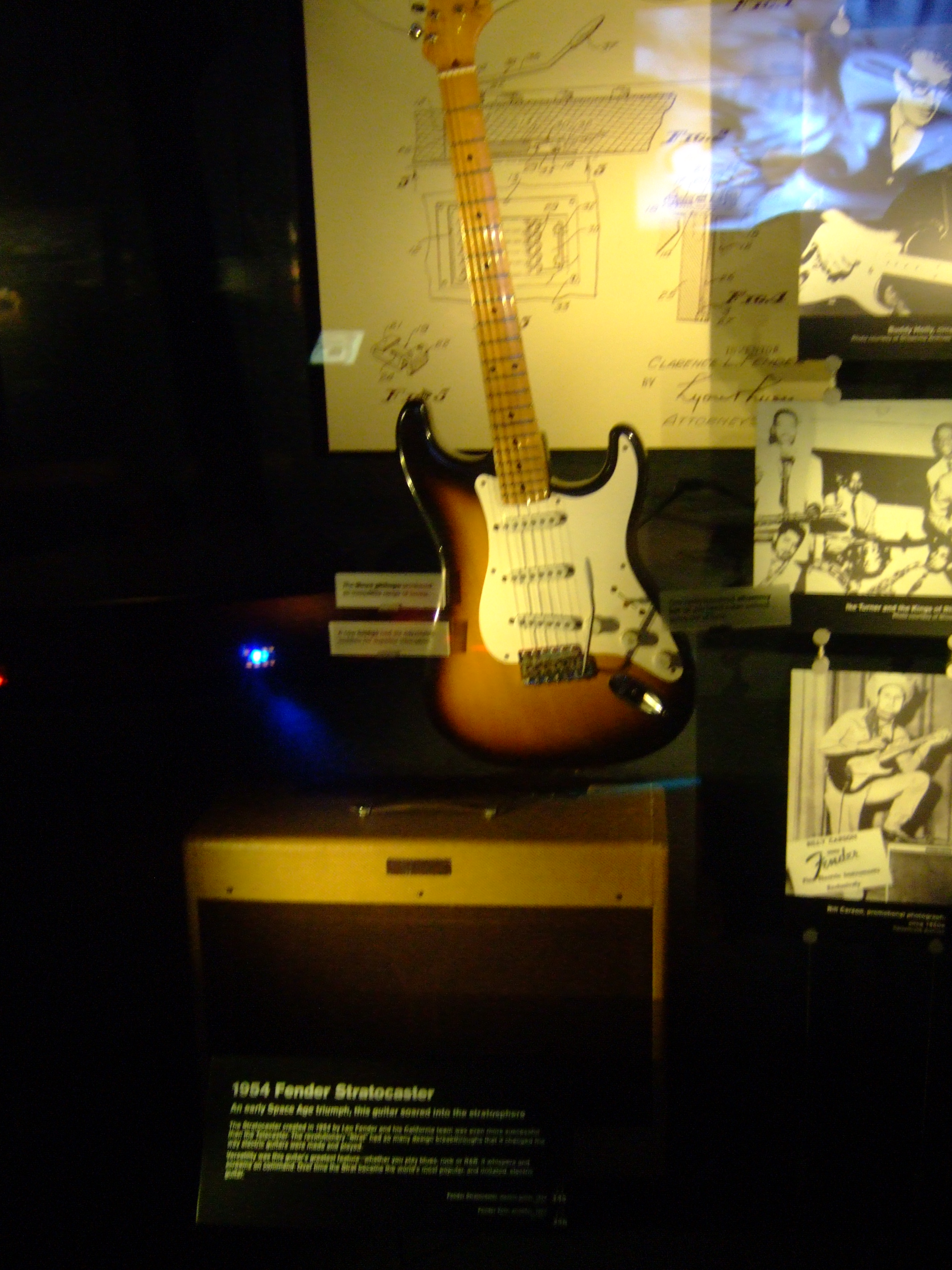
1954年製フェンダー・ストラトキャスター・サンバースト【ワシントン州シアトルの博物館「ミュージアム・オブ・ポップカルチャー」の展示】

- Jazzmaster 1964年製 (SN L54668)

メジャーデビュー前の'94年の1月にロサンゼルスで土屋昌巳と一緒に買いに行ったとのこと。『RAIN』および『真夏の扉』のレコーディングで使用して以降、現在も時折 披露している。『ここではない、どこかへ』のMVでも使用。TAKURO曰く「土屋マジックも含めて最高の音像」で、初めて手にしたヴィンテージギターだったという。
- Jimi Hendrix Stratocaster 2017 (SN MX17825919)

ジミ・ヘンドリックスにインスパイアされて製作されたフェンダー・メキシコ製ストラトキャスター。1-6弦を逆に張ったサウンドと弦のテンションを再現すべくリバースヘッドとなっていて、リアPUも通常と逆にスラントさせている。
2018年の「GLORIOUS MILLION DOLLAR NIGHT Vol.3」から使用。
- FENDER CUSTOM SHOP Jimmy Page Mirrored Telecaster 2019

ジミー・ペイジが『レッド・ツェッペリン I』の頃に使用していたテレキャスターをベースとして、ペイジと共同製作で作られたシグネイチャーモデルのテレキャスター。白いボディに8枚の丸型ミラーが貼り付けられている。
- FENDER CUSTOM SHOP Jimmy Page Dragon Telecaster 2019

同じくジミー・ペイジのシグネイチャー。アッシュボディにサイケデリックなペイントが施されているため「ドラゴン・テレキャスター」と称される。上記のミラード・テレキャスターとセットで2019年にリリースされ、TAKUROは即買いして使用開始した。

### その他エレキギター
- Rickenbacker 335

Epiphone CASINOと同様、ビートルズのギターとして有名。TAKURO曰く「感情が入りやすいギター」。
- ESP SUGIZO MODEL (ECLIPSE S-IIIサスティナー搭載型）

SUGIZOから貰ったというギター。'99年の東京ドーム公演のラストで使用したため、ビデオ・シングル「サバイバル」で確認できる。2015年の東京ドーム公演にてYOSHIKIと『RAIN』を演奏した際にもこのギターを使用することで敬意を表した。サスティナー、アーム、謎のボタンなど、遊び心がたくさん付いているギターだという。
- ヤマハ・MG-M

B'zの松本孝弘から貰ったというギター。GLORIOUS MILLION DOLLAR NIGHT Vol.1ではHISASHIに貸した。（ソロコーナーで使用する為。）
- Kawai セミアコースティック・ビザール

『VIDEO GLAY 3』へロサンゼルスで購入する際の様子が撮影されている。
『またここであいましょう』のPVで使用しているのが確認できる。

### アコースティック・ギター
- TACOMA ECR-38C 2000's

「GLAY CONCERT TOUR 2004 X-RATED」から2015年頃までメインで使用。ライブ・TV収録に関わらずアコースティックギターを使う楽曲では殆どの場面でこのギターが使われているのが確認された。
ECR-38C自体はエレクトリックアコースティックギターではないため、後付でPUを搭載している。「音作りについてメーカーの方とも相談しながら共に歩んできたギターです」とTAKUROは語っている。
余談だが、TACOMAのギターの初期の物は日本の気候に塗装が合わず、殆どのものが塗装剥離を起こし、メーカー側で無償修理が行われた。その様な背景もあり、日本では殆ど流通していない。TAKUROがECR-38Cを入手した時期から考えると、彼のモデルも再塗装が施されている可能性が高い。
2017年にヴェネツィアのカーニバルにTERUと参加した際に使用し、またヴェネツィアへ来ようという想いを込めて、そのまま現地イタリアに保管しているという。
- Gibson J-45 1959年製

『I LOVE YOUをさがしてる』のPVや「GLAY 15th Anniversary Special Live 2009 THE GREAT VACATION in NISSAN STADIUM」で使用している。タバコ・サンバースト。
- Gibson J-50 1965年製

1996年に『BELOVED』のレコーディングの際に、当時の事務所社長・井ノ口弘彦から譲り受けた。同曲の独特なイントロを奏でるギターであり、1996年以降 使用し続けている。フィッシュマンのピックアップを搭載している。
- Gibson J-200 1957年製 (SN A26053)

2017年頃からTACOMAに代わりメインで使用し始めたアコースティックギター。岸田邦雄より「TAKUROさんには大きなアコギが似合う」と薦められたという。同じくフィッシュマンのRere Earth Blendピックアップを搭載。TAKURO曰く「バンドサウンドにフィットするジャキジャキした音が持ち味」。
- Gibson B-25 Late 1960's

スモールボディのチェリーサンバースト。
『STREET LIFE』のMVで使用しており、ライブでも同曲を演奏する際に使用されることが多い。
- K.Yairi BL-90RS 2001年製

2000〜2004年の期間でメインで使用。エレクトリックアコースティックギター。トップにスプルース、ネックにマホガニー、サイドとバックに3ピースのローズ・ウッドを使用。
シャープかつダイナミックな深みのあるサウンドが特徴。透明なピックガードが付いている。ネックは20F 635mm スケール。
ピックアップはピエゾタイプとフィッシュマン製マグネットタイプ。
2004年に上記のTACOMAを入手して以降はあまり使用していない。
- K.Yairi TF-65-12

12弦ギター。HISASHIが使用することもある。

## 使用キーボード
1998年頃から弾き始めたが、2004年以降ほとんど弾くことがなくなっている。
- General Music PRO 2（02年 ONE LOVEツアーで使用）
- KORG TRINITY（98年 pure soulホールツアーで使用）
- KORG SG Pro X

2024年6月8日の「GLAY 30th Anniversary GLAY EXPO 2024-2025」ベルーナドーム公演で久々に演奏した。

## 書籍
- TAKURO『胸懐』幻冬舎、2003年6月30日。ISBN 4-344-00351-9。

内容は、函館での青春時代、GLAYのメジャーデビューから日本トップクラスの人気バンドへの成長の道のり、結婚まで考えた恋人との別れ、戦争に対する怒りなど、TAKUROの今までの人生を綴ったエッセイ。2006年4月18日に幻冬舎文庫より文庫化（解説は友人でもあるやまだひさし。TAKUROによって泣かされたエピソードを語っている）。なお、帯には当時まだ発売していなかった「BEAUTIFUL DREAMER」の歌詞における最後の一節と酷似した文章が書かれている。

## レギュラーラジオ番組
- GLAYライン with TAKURO（ミリオンナイツ内）

毎週月曜〜木曜 22時台（1997年10月〜1998年9月）
- GLAY TAKURO RADIO FACTORY

毎週火曜 23:25分〜23:55分（1998年10月〜1999年3月）
毎週日曜 23:00分〜23:55分（1999年4月〜2000年12月）
- GLAY RADIO COMMUNICATION

毎週日曜 23:00分〜23:55分（2001年10月〜2003年9月）
- GLAY RADIO COMMUNICATION DX（やまだひさしのラジアンリミテッドDX内）

毎週月曜〜水曜 25:33分頃〜（2005年3月 番組終了）は現在休止中

## 作品
※GLAYとしての作品はGLAYの作品を参照のこと。
|     | 発売日         | タイトル                | 規格         | 品番       | 備考                                          |
| --- | -------------- | ----------------------- | ------------ | ---------- | --------------------------------------------- |
| 1st | 2016年12月14日 | Journey without a map   | CD+DVD盤     | PCCN-00025 | オリコン週間チャート10位 チャートイン回数10週 |
| 1st | 2016年12月14日 | Journey without a map   | CD only盤    | PCCN-00026 | オリコン週間チャート10位 チャートイン回数10週 |
| 2nd | 2019年2月27日  | Journey without a map Ⅱ | CD+DVD盤     | PCCN-00033 | オリコン週間チャート28位 チャートイン回数5週  |
| 2nd | 2019年2月27日  | Journey without a map Ⅱ | CD only盤    | PCCN-00034 | オリコン週間チャート28位 チャートイン回数5週  |
| 3rd | 2022年12月14日 | The Sound of Life       | CD+Blu-ray盤 | PCCN-00052 | オリコン週間チャート27位 チャートイン回数13週 |
| 3rd | 2022年12月14日 | The Sound of Life       | CD Only盤    | PCCN-00053 | オリコン週間チャート27位 チャートイン回数13週 |

### 楽曲提供／参加作品
1. SPEED BALL / D.I.E. (1996年3月15日)
「無為自然」にHISASHIと共にギターで参加。
2. サマーシェイクス / Miju (1997年8月6日)
「サマーシェイクス」「I BELIEVE YOU」の作詞・作曲・プロデュースを担当。
3. 見つめていたい / Romi (1998年2月18日)
「見つめていたい」の作曲・編曲を担当。作詞は長島三奈と共作。
GLAYのセルフカバーバージョンが『rare collectives vol.1』に収録されている。
4. FRAGILE / D.I.E. (1998年4月1日)
「JEWEL (featuring TERU)」にギターで参加。TERUもボーカルで参加している。
5. LOVE CLOVER / 中山美穂 (1998年4月8日)
「LOVE CLOVER」の作曲・編曲を担当。作詞は中山美穂と共作。TERUもコーラスで参加している。
「empty pocket」の作曲を担当。
6. COUPLES / Miju (1998年4月22日)
「COUPLES」「LOVE IS ALWAYS TROUBLES」の作詞・作曲・プロデュースを担当。
7. 心に雨が… / 大徳英基 (1999年7月7日)
「心に雨が…」の作詞・作曲を担当。元々は、GLAYのインディーズ時代のデモテープ『DANCE VISION』に収録されている曲。
8. 明日に架ける橋 / JUNKO (1999年7月31日) (VHS)
「明日に架ける橋」にTAKUROがギター、オルガン、HISASHIがギター、サウンドプロデュース、ミックス、JIROがベース、TOSHI NAGAIがドラム、D.I.Eがピアノ、キーボードで参加。
9. D.O.S.Drum / TOSHI NAGAI (1999年7月21日)
「Laissez-moi Tranquille!」にTAKURO、HISASHIがギター、JIROがベースで参加。
10. fairyland / 小柳ゆき (1999年10月27日)
「fairyland」の作曲をL･SOUL名義で担当。
11. POETIC EVOLUTION / 森雪之丞 (1999年12月17日)
「暗号」の作曲・編曲をHISASHIと共作。
12. リズムとルール / 篠原涼子 (2000年3月8日)
「リズムとルール」の作曲をL･SOUL名義で担当。
13. For You／タイム・リミット / 宇多田ヒカル (2000年6月30日)
「タイム・リミット」の作曲を共作。「宇多田ヒカル and 久保琢郎」名義。
14. ZERO LANDMINE / N.M.L. (2001年4月25日)
「ZERO LANDMINE」にギターで参加。
15. 人生海海 / 五月天 (2001年7月7日)
「候鳥」にギターで参加。TERUもコーラスで参加している。
16. SWEET SEASON / SONO (2002年1月17日)
「SWEET SEASON」」の作曲をL･SOUL名義で担当。
17. 華 / 松本孝弘 (2002年2月27日)
「ENGAGED」を松本孝弘と共作。
18. 灼熱〜しゃくねつ〜 / Stealth (2002年9月25日)
「灼熱〜しゃくねつ〜」の作曲を担当。
19. くずアルバム / くず (2003年3月26日) 
「恋なんて」にギターで参加。TERUもささやきで参加している。
20. STYLE / 安室奈美恵 (2003年12月10日)
「LOVEBITE」の作詞・作曲を担当。
21. SINGER FOR SINGER / MISIA (2004年12月8日)
「冬のエトランジェ」の作詞・作曲を担当。TERUがコーラスを担当。
GLAYのセルフカバーバージョンが「I am xxx」に収録されている。
22. 敦煌〜Romantic Energy〜 / 女子十二楽坊 (2005年1月26日)
「流転」の作曲を担当。
23. Sing and Roses〜歌とバラの日々〜 / 渡辺美里 (2005年11月23日)
「Kiss from a rose」の作曲を担当。
24. IN THE MOOD / 氷室京介 (2006年10月20日)
「SAY SOMETHING」に作詞と演奏で参加。HISASHI、JIRO、Toshi Nagaiも演奏に参加、TERUはコーラスで参加。
25. 一色 / NANA starring MIKA NAKASHIMA (2006年11月29日)
「一色」の作曲を担当。編曲、ギターを佐久間正英と担当。
GLAYのセルフカバーバージョンが『HAPPY SWING 15th Anniversary SPECIAL LIVE 〜We Love Happy Swing〜 in MAKUHARI』（Disc 1）に収録されている。　
「EYES FOR THE MOON」の作詞・作曲・ベースを担当。編曲を佐久間正英と担当。
26. THE END / NANA starring MIKA NAKASHIMA (2006年12月23日)
「一色 (ALTAnative)」の作曲・ベースを担当。編曲を佐久間正英と担当。
27. RED RIBBON Spiritual Song 〜生まれ来る子供たちのために〜 / AIDS チャリティ Project (2007年11月28日)
「RED RIBBON Spiritual Song 〜生まれ来る子供たちのために〜」にギターで参加。TERUもボーカルで参加している。
28. GO AHEAD!! / 及川光博 (2008年10月8日)
「GO AHEAD!!」の作曲を担当。
29. F's シネマ / 藤井フミヤ (2009年9月30日)
「春叶歌」の作詞・作曲を担当。HISASHIがギターで参加している。
30. “B”ORDERLESS / 氷室京介 (2010年9月8日)
「My Name is "TABOO"」「PARACHUTE」「The Distance After Midnight」「忘れてゆくには美し過ぎる…」の作詞を担当。
31. 激情／sickbed / STEALTH (2010年10月31日)
作曲・編曲・ギターで参加。
32. アルストロメリア / STEALTH (2010年12月24日)
作曲・編曲・ギターで参加。
33. 恋スルキモチ / 武井咲 (2011年12月14日)
作詞・作曲を担当。
34. Mayday × 五月天 the Best of 1999-2013 / Mayday (2013年11月13日)
「Dancin' Dancin' feat. TERU (GLAY)」にギターで参加[7]。
35. X -CrossII- / 石川さゆり (2014年4月23日)
「Ra.n.se」「千年逃亡」の作詞・作曲を担当。
36. Your TUBE+My TUBE / TUBE (2015年6月17日)
「LOVE BEACH」の作詞を担当。
37. Rainbow / 山本彩 (2016年10月26日)
「BAD DAYS」の作詞・作曲を担当。
38. 万謡集 / 氣志團 (2017年8月9日)
「蒼き独裁者に告ぐ」の作詞・作曲・編曲を担当。
39. All-The-Time Memories / TAKAHIRO (2017年12月6日)
「Irish Blue」の作詞・作曲を担当。
40. 真夏の残響/今夜、ノスタルジアで / DAIGO (2018年7月11日)
「真夏の残響」「今夜、ノスタルジアで」の作詞・作曲を担当。
41. 20th -Grown Boy- / 藤木直人 (2019年6月19日)
「WANDERLUST」の作詞・作曲を担当。
42. 僕たちはまだ世界を知らない / 燦鳥ノム(2020年5月8日)
「僕たちはまだ世界を知らない」の作詞・作曲を担当。
43. KYOTO踊ろう ASHITATO歌おう / Kyoto Film Festival Band(2020年10月7日)
「KYOTO踊ろう ASHITATO歌おう」の作詞・作曲を担当。
44. Nothin' but funky / A.B.C-Z(2021年4月14日)
「Nothin' but funky」の作曲を担当。
45. Parfaitone / ClariS(2022年4月6日)
「瞳の中のローレライ」の作詞・作曲を担当。
46. We Stand Alone / 玉井詩織 (2023年12月20日配信リリース)
作詞・作曲を担当[21]。
47. YO OIZUMI ALL TIME BEST / 大泉洋 (2024年3月20日)
2024年1月19日にベストアルバムから先行配信された新曲「ふわり」の作詞・作曲を担当。（編曲はGLAYと村山☆潤）[22]
48. high-five〜歓喜の音〜 / EXILE THE SECOND (2024年6月5日)
2024年6月5日発売の『THE FAR EAST COWBOYZ』収録曲であり、EXILE NESMITHによるソロ歌唱曲。作曲を担当。
49. これで良しとする / 美川憲一 (2024年9月25日)
デビュー60周年記念シングルとして、作詞を担当。作曲を担当した松本孝弘の提案により作詞で楽曲制作に参加した[23]。
50. 白睡蓮 / 氷川きよし (2025年7月16日：配信/ 9月3日：CDリリース)
作曲を担当[24]。